# Praletarskaja
Praletarskaja (biał. Пралетарская; ros. Пролетарская, Proletarskaja) – stacja mińskiego metra położona na linii Autazawodskiej.
Otwarta została w dniu 31 grudnia 1990 roku.